# Rodolfo Ontiveros
Rodolfo Lombardo Ontiveros (9 de noviembre, Escuinapa de Hidalgo, México) es un jugador mexicano de voleibol de playa. Forma parte de la selección nacional mexicana en conjunto con Juan Virgen. Ambos representaron a México en los Juegos Olímpicos de Río de Janeiro 2016.

## Nacimiento e infancia
Rodolfo nació en Mazatlán, Sinaloa y fue registrado en Escuinapa de Hidalgo en familia de maestros y deportistas.

## Trayectoria deportiva

### Comienzos
Inicio como baloncestista hasta que decidió seguir los pasos de su padre en el voleibol de sala. Participó en Olimpiadas Nacionales y a nivel internacional en la posición de líbero.
Después cambió a la modalidad de voleibol de playa jugando dos años consecutivos en el mundial de menores con Eric Rojo en Francia e Italia, con un 4.º lugar en Saint Quay Portrieux como mejor resultado. De manera profesional continúo su carrera a lado de su hermano Ulises Ontiveros durante 7 años, logrando en conjunto varios títulos NORCECA (Confederación de Norte Centro y Caribe). 
"3er lugar Juegos Centroaméricanos y del Caribe." 

### Actualidad
Actualmente ha logrado su mayor éxito deportivo con el apoyo de su compañero Juan Virgen y su entrenador Salvador González. Se juntaron desde el preolímpico de Londres 2012 y a partir de esa fecha los resultados se fueron dando para clasificar en los Juegos Olímpicos de Río 2016. En los Juegos Panamericanos de 2019 celebrado en Lima, Perú obtiene la medalla de plata tras ser derrotado por la pareja Chilena compuesta por los primos Marco y Esteban Grimalt

## Palmarés
En pareja con Juan Virgen: 
- 5.º lugar Grand Slam, Hamburgo, Alemania. 2016
- tercer lugar Open world Tour, Fortaleza, Brasil. 2016
- tercer lugar Open World Tour, Fuzhou, China. 2016
- segundo lugar Open World Tour, Antalya, Turquía. 2015
- 1.er lugar Juegos Panamericanos, Toronto, Canadá. 2015
- tercer lugar Open World Tour, Puerto Vallarta, México. 2014
- tercer lugar Juegos Centroamericanos y del Caribe, Veracruz, México 2014
- segundo lugar Juegos Panamericanos Lima, Perú. 2019